# Напіріша-Унташ
Напіріша-Унташ (д/н — бл. 1225 до н. е.) — цар Аншану і Суз (Еламу) близько 1235—1225 років до н. е.

## Життєпис
Походив з династії Ігехалкідів. Син царя Кідін-Хутрана II. Відомості про його панування обмежені. Навіть точна дата невідома, за однією з версій панував в 1276—1266 роках до н. е. Втім напевне його плутають з Унташ-Напірішою.
Дослідники припускають, що Елам в цей період продовжував перебувати на політичному і економічному піднесенні. Панував з братом Пахір-ішшаном II, що знаходився в Аншані. Останній напевне помер ще за життя Напіріши-Унташа. Спадкував небіж Унпатар-Напіріша.